# Евіна ван Дісхук
Евіна ван Дісхук (Ewine Fleur van Dishoeck, нар. 13 червня 1955, Лейден) — нідерландська видатна вчена у галузі молекулярної астрономії та астрохімії, яка відіграла важливу роль у становленні астрохімії, займається хімією всесвіту.
Випускниця та з 1995 року професорка Лейденського університету, з 2008 року — член Інституту позаземної фізики Товариства Макса Планка, у 1992—2007 роках — завідувачка лабораторією астрофізики Лейденської обсерваторії. Член Королівської академії наук і мистецтв Нідерландів (2001), іноземна член НАН США (2001), член Леопольдіни (2013).
Лауреатка премії Спінози (2000) та інших відзнак.

## Життєпис
Евіна ван Дісхук закінчила Лейденський університет зі ступенями бакалавра хімії cum laude (1976) та бакалавра математики (1977), магістра хімії summa cum laude (1980). У 1984 році там же отримала ступінь доктора філософії за дослідження у шалузі астрономії і хімії під керівництвом H. J. Habing, згодом академіка, члена Лондонського королівського товариства Александра Далгарно.
У 1984—1987 роках молодша фелло Harvard Society of Fellows і в 1984—1988 роках запрошена член Інституту перспективних досліджень (Прінстон), а також у 1987—1988 роках запрошений професорка Прінстонського університету.
У 1988—1990 роках асистентка-професорка космохімії Каліфорнійського технологічного інституту.
З 1990 року старша лекторка, з 1995 року професорка молекулярної астрофізики Лейденського університету.
Також, Евіна ван Дісхук є академічною директоркою Нідерландської дослідницької школи астрономії і очолює проект Water in star-forming regions with Гершель (WISH). З 2008 року іноземна наукова член Інституту позаземної фізики Товариства Макса Планка (Німеччина).
У 2000 році іменна дослідна професорка в Каліфорнійському університеті в Берклі, в 1999 році видатна запрошена в Колорадському університеті, в 1998 році іменна лекторка в Колумбійському університеті, в 1997 році іменна запрошена професорка в університеті.
У 2018 році вона змінила Silvia Torres-Peimbert (до 2021 року) на посту президента Міжнародного астрономічного союзу
Іноземна член Американської академії мистецтв і наук (2008), почесна член Американського астрономічного товариства.
Чоловік — Tim de Zeeuw.

## Нагороди та відзнаки
- Pastoor Schmeitsprijs (1986)
- Maria Goeppert-Mayer Award Американського фізичного товариства (1993)
- Золота медаль Нідерландського королівського хімічного товариства (Royal Netherlands Chemical Society) (1994)
- Премія Спінози (2000)
- Marc Aaronson Memorial Lectureship (2001)
- Медаль і лекція Bourke Королівського хімічного товариства Великої Британії (2001)
- Physica Prize Нідерландського фізичного товариства (2005)[8]
- Petrie Prize Lecture Канадського астрономічного товариства (2007)
- Prijs Akademiehoogleraren Королівської академії наук і мистецтв Нідерландів (2012)[7], на отримані кошти Евіна ван Дісхук заснувала при академії премію з астрономії і мистецтва[13]
- Gothenburg Lise Meitner Award, Gothenburg Physics Centre (2014)[14]
- Премія Альберта Ейнштейна Всесвітньої культурної ради (2015)
- Лекторка імені Lodewijk Woltjer Європейського астрономічного товариства (2015)[6]
- Медаль Джеймса Крейга Вотсона Національної Академії наук США (2018)[4]
- Премія Кавлі від однойменного фонду (2018)
- Премія Фріца Цвіккі з астрофізики та космології (2022)[15]

На її честь названа мала планета (10971) ван Дисхук.